# 中国-白俄罗斯工业园

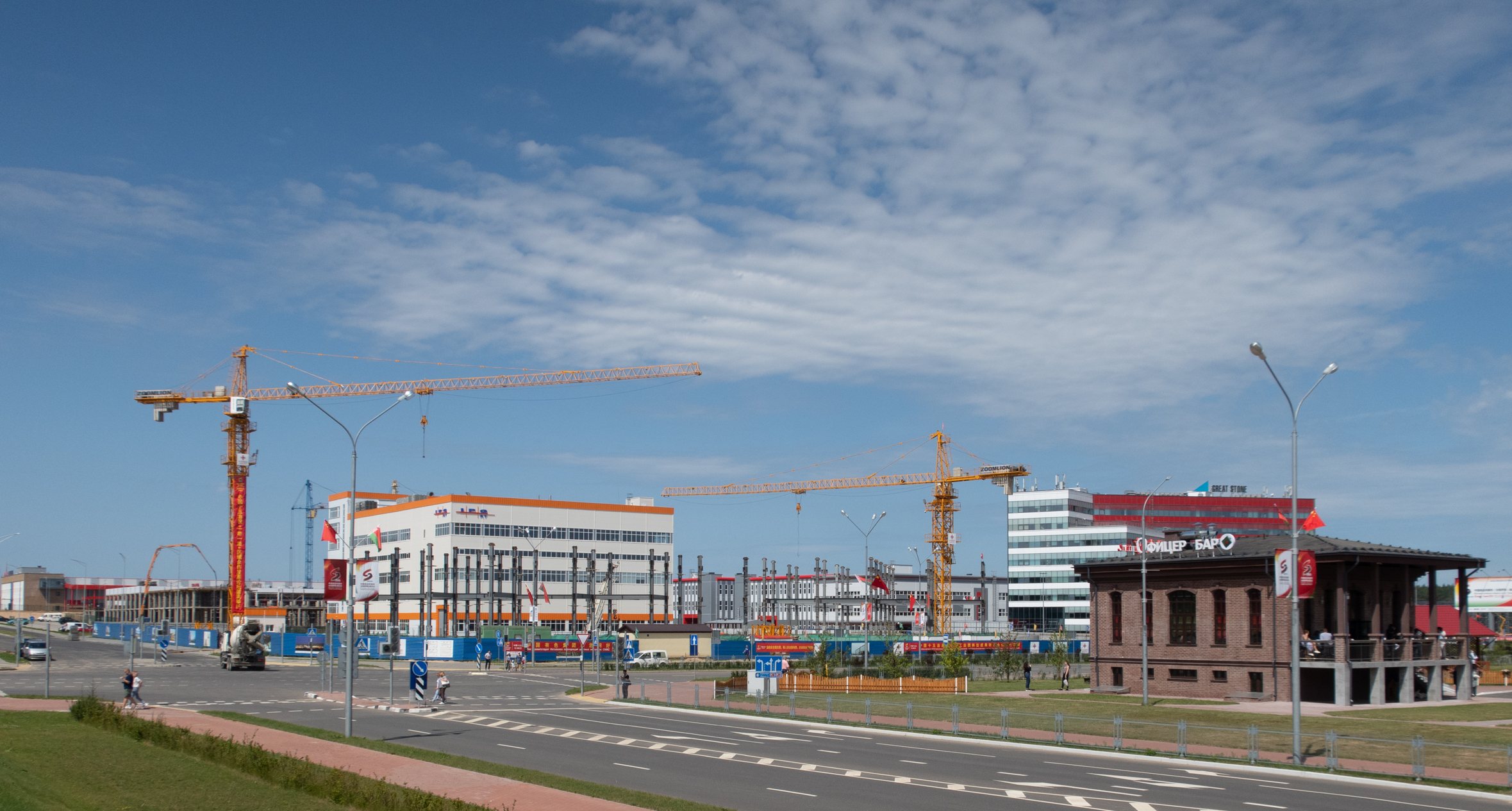

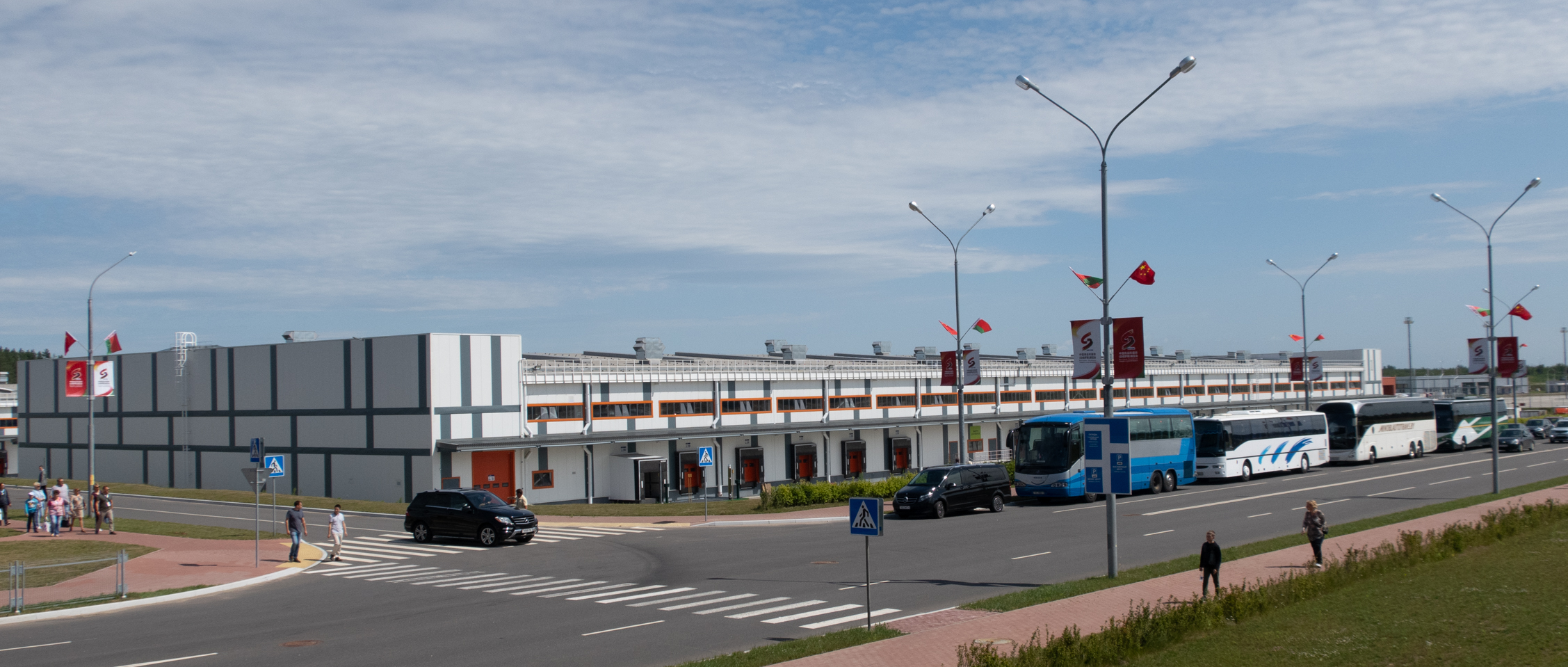

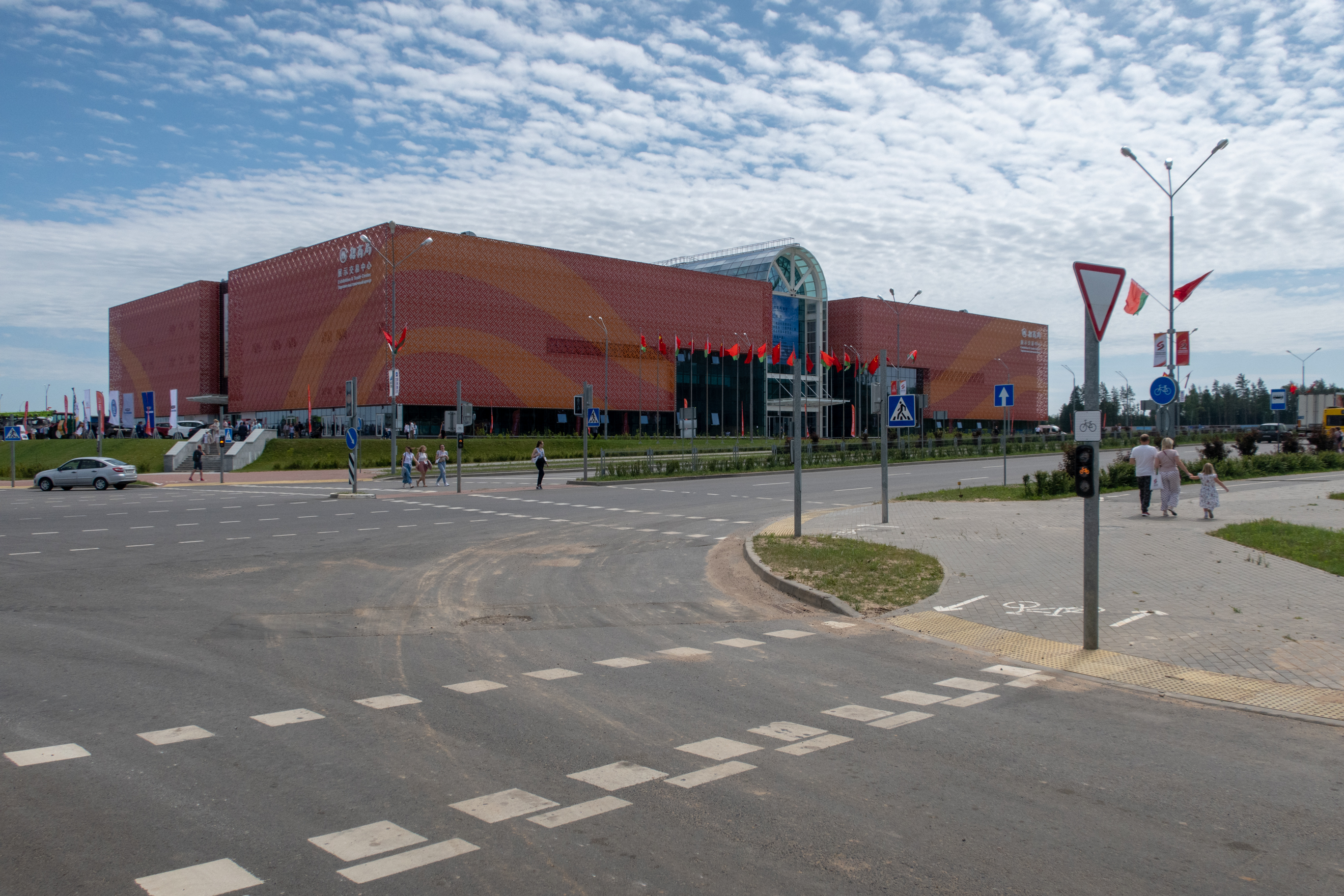

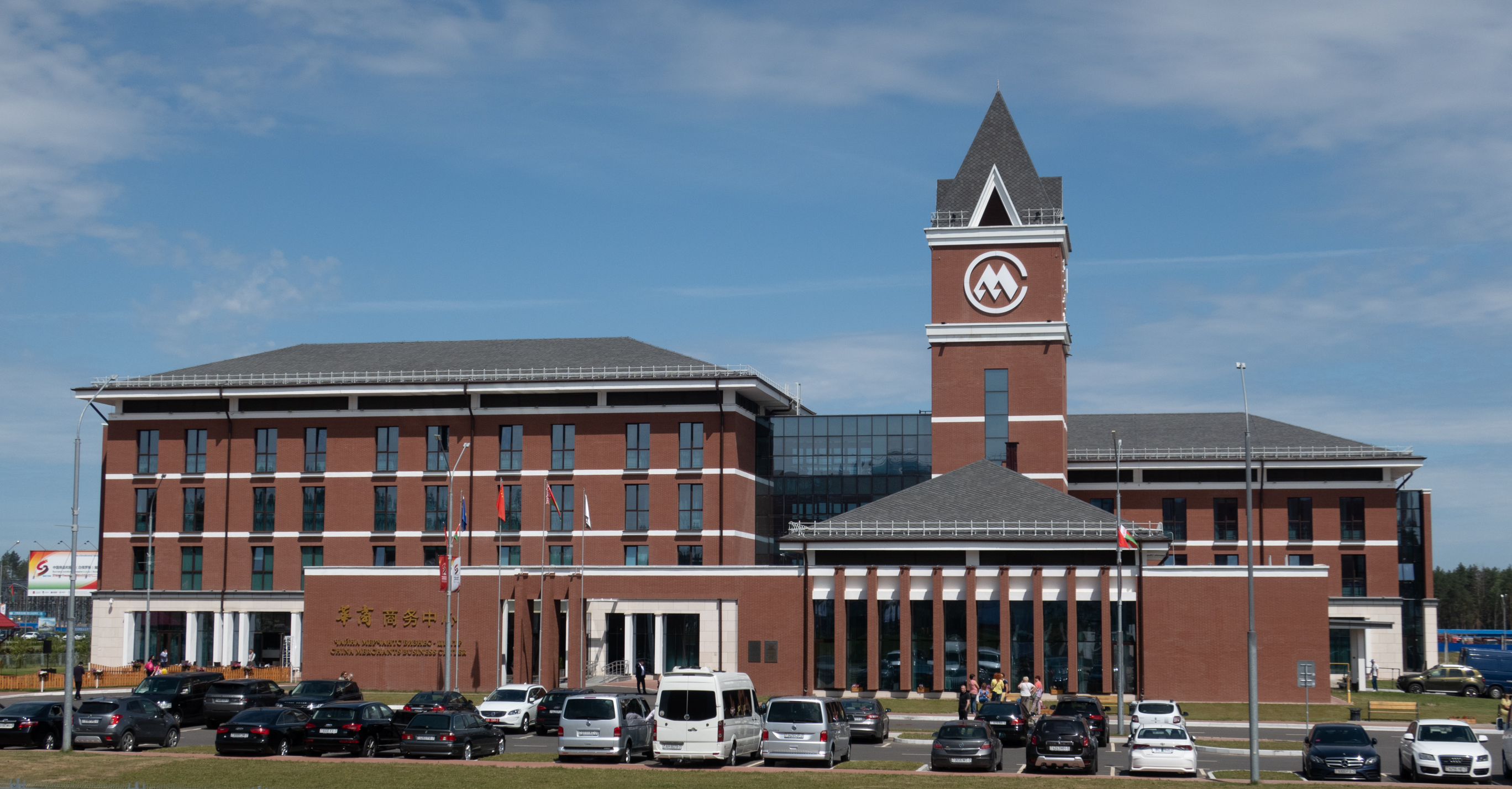

中国-白俄罗斯工业园（轉寫：Kitajska-Bielaruski park）是根据中华人民共和国和白俄罗斯共和国政府间协议成立，位于白俄罗斯的特殊经济区。该园区位于明斯克州斯莫列維奇區，临近明斯克国际机场。

## 历史
中国-新加坡苏州工业园是中国-白俄罗斯工业园的原型。 2010年，白俄罗斯共和国经济部和中工国际工程股份有限公司同意就在白俄罗斯境内成立中国-白俄罗斯工业园进行合作。2011年11月，白俄罗斯-中国政府间经贸合作委员会议还就上述园区事宜进行了讨论。
2012年8月27日，两国在明斯克签署有关成立合资企业以开发园区的文件。由此，中白工业园区开发股份有限公司（IPDC）成立。公司注册资本为1000万美元。 2013年4月，中白工业园推介会在中国的哈尔滨和广州举行。
2013年 6月4日，白俄罗斯政府批准园区总体规划（决议号：447）。
2013年7月，哈尔滨市政府代表团访问明斯克市，协商入股中白工业园合资公司。白俄罗斯共和国经济部长尼古拉·斯诺普科夫出席了与哈尔滨市政府代表团的讨论。广东省企业家代表团也表达了他们参与园区项目发展的意向。2013年7月17日，白俄罗斯总统亚历山大·卢卡申科在北京与中华人民共和国国务院总理李克强会面，期望中国政府为园区发展提供最大帮助。

## 描述
本园区距离明斯克市25公里，位于彼得洛维奇水库和明斯克国际机场之间的斯莫列維奇區，占地91.5平方公里。
本园区引用了特殊的法律制度。园区计划以高科技和出口加工为主。卢卡申科总统表示，园区将吸引一大批来自世界各地的高科技企业以及产品面向未来的企业入驻。 园区的建设期约为30年。园区发展将集中于电子、生物医药、精细化工、工程和新材料。 目标市场为独联体国家和欧盟。
园区的基础设施将包括工业、交通运输设施及居民区，提供社交场所、办公和购物中心，以及金融和科研中心。在园区内，还计划成立单独的哈尔滨子园区 和广东子园区。
据英国《金融时报》报道，白俄罗斯计划通过税收优惠，对国外投资者和受过良好教育的劳动力实行更加自由的法律以吸引外国投资者参与园区项目。
根据总统令，本园区在该国具有最大的税收豁免权。例如，根据与合资管理公司签订劳动合同以工资形式收到的个人收入以及园区入驻者收入的个人所得税为9%。为园区入驻者减免土地税、不动产税和所得税等三种最重要的税费。另外，园区入驻者从国外进口设备免关税，同时在材料进口、关税及增值税支付享受优惠政策。投资者可租用园区土地长达99年或购买作为私人财产。 将向公众提供园区总体规划及有关园区入驻者的利益和保障信息。
中国-白俄罗斯工业园是中国在欧洲建立规模最大的工业园。新加坡也计划参与此项目。

## 经济
白俄罗斯计划投资超过5亿美元，中国国有银行提供15亿美元的融资支持,用于园区的基础设施建设。项目的预计直接投资额将达到20亿美元。俄罗斯和新加坡投资者也会投资本项目。
从长远来看，该项目可能获得最多300亿美元的投资。白俄罗斯总统亚历山大·卢卡申科认为实施该项目可从出口每年获得额外500亿美元的收入。

## 管委会

中白工业园的地理位置（中间的褐点）。欧盟显示为绿色，中国显示为红色。

由国有单位《中国-白俄罗斯工业园管委会》（主任-亚历山大·叶尔马克）对中白工业园进行管理。园区管理机构直接隶属于白俄罗斯政府，并基于“一站式”原则提供各种行政服务。中白工业园区开发股份有限公司将负责为园区吸引投资、基础设施建设、房地产和土地管理，以及诸多的其他职能。中国持股68%，白俄罗斯持股31.3%，德国持股0.7%：
- 中国机械工业集团有限公司所持股比为32%。
- 招商局集团所持股比为20%。
- 中工国际工程股份有限公司所持股比为13.71%。
- 哈尔滨投资集团有限责任公司所持股比为2.29%。
- 白俄罗斯中白工业园区管委会所持股比为31.3%。
- 德国杜伊斯堡港口股份公司所持股比为0.7%。[33]

## 参与者
以下为参与中国-白俄罗斯工业园区的部分企业名单。
- 中国机械工业集团[34]。 在白俄罗斯有纸浆厂、水电站和两个400MW热电站项目[35][36]。
- 中兴通讯[37][38][39][40]
- 中国长城工业集团总公司
- 中工国际工程股份有限公司(CAMCE)[32][38][39]。该公司持有中白工业园区开发股份有限公司13.71%的股份[7]

## 批评与政府的回应
该项目在白俄罗斯引起部分反对声音。主要冲突在于斯莫列維奇區和明斯克居民害怕园区入驻可能导致他们拥有的财产被拆除。
抵抗运动领导人安德烈·德米特利耶夫表示，他们最终成功获得居民所有财产保护的保证。白俄罗斯经济部投资局局长基里尔·卡罗杰耶夫表示，在未获得土地所有者同意之前，郊区合作土地将不会被没收。卡罗杰耶夫还指出，498公顷公共用地将被作为绿化地。据他介绍，将充分考虑听证会期间提出的所有建议。
作为对本项目批评的答复，总统亚历山大·卢卡申科表示：“我们不会侵害人民的利益。如果一些人对与园区共存感到不安，我们将会为那些人提供条件最好的土地，从而不会侵犯他们的利益。”

## 表扬
亚历山大·卢卡申科称中国-白俄罗斯工业园区是该国最重要的合作项目。此外，据卢卡申科总统介绍，这个项目将消除白俄罗斯的金融不稳定问题，并帮助这个国家取得技术飞跃。 
据Lenta.ru网站报道，中白工业园将是连接明斯克与北京的最具前景的项目。
据中兴通讯高级副总裁张任军介绍，该项目在发展高科技工业方面具有很大的潜能。